# Липсењ
Липсењ (словен. Lipsenj) је насељено место у општини Церкница, Приморско-нотрањска регија, Словенија.

## Историја
До територијалне реорганизације у Словенији био је у саставу старе општине Церкница.

## Становништво
У попису становништва из 2011. године, Липсењ је имао 135 становника.
| Број становника према пописима | Број становника према пописима | Број становника према пописима |
| ------------------------------ | ------------------------------ | ------------------------------ |
| 1991                           | 2002                           | 2011                           |
| 127                            | 128                            | 135                            |

Напомена: Године 1952. повећана за насеља Подштеберк и Свети Штефан, која су укинута. Године 1989. смањен за део насеља који је проглашен за ново самостално насеље Горичице.